# Athetis lugens
Athetis lugens là một loài bướm đêm trong họ Noctuidae.